# Victoria, British Columbia
Victoria är huvudstad i den kanadensiska provinsen British Columbia. Staden ligger på den södra spetsen av ön Vancouver Island vid Juan de Fucasundet. Victoria är en stor turistdestination med mer än 3,6 miljoner besökare per år.

## Utbildning
I Victoria ligger University of Victoria, ofta förkortat till UVIC.